# Thiên cơ biến
Thiên cơ biến (giản thể: 千机变; phồn thể: 千機變; bính âm: Qiān jībiàn; Việt bính: Cin1 Gei1 Bin 3; tiếng Anh: The Twins Effect hay Vampire Effect, còn được biết đến với tên gọi Thiên cơ biến chi chửng cứu nguy thành) là bộ phim hài - hành động - viễn tưởng - kinh dị Hồng Kông do Lâm Siêu Hiền và Chân Tử Đan đạo diễn, công chiếu năm 2003. Bộ phim được lấy cảm hứng từ hình ảnh của nhóm Twins, với sự tham gia diễn xuất chính của hai nữ thành viên Twins xinh đẹp là Thái Trác Nghiên và Chung Hân Đồng. Bên cạnh đó, bộ phim còn có sự góp mặt của các diễn viên nổi tiếng như Trịnh Y Kiện, Trần Quán Hy, Huỳnh Thu Sinh... Nam diễn viên võ thuật quốc tế Thành Long cũng tham gia trong vai trò khách mời.
Công chiếu vào tháng 6 năm 2003 tại Hồng Kông, bộ phim đã thành công khi đem về doanh thu phòng vé kỷ lục, trở thành bộ phim trong nước có tỷ lệ doanh thu cao nhất năm. Bộ phim đã gây được tiếng vang lớn, góp phần quảng bá hình ảnh của nhóm Twins ra nước ngoài.

## Nội dung
Dekotes (Mickey Hardt) - một Công tước ma cà rồng độc ác - đang truy lùng ráo riết nhằm tìm ra dòng máu ma cà rồng hoàng gia châu Âu để củng cố lực lượng, hy vọng mở ra một kỷ nguyên mới của bóng tối và đưa ma quỷ lên thống trị Trái Đất. Hoàng tử thứ 5, và cũng là thành viên cuối cùng của hoàng tộc ma cà rồng - Kazaf (Trần Quán Hy) - đã cùng người hầu của mình là Prada (Huỳnh Thu Sinh) chạy trốn đến Hồng Kông. Tại đây, họ được một nhân viên địa ốc tên là Momoko (Tưởng Nhã Văn) giới thiệu cho đến sống tại một nhà thờ đã bỏ hoang.
Reeve (Trịnh Y Kiện) - một thợ săn ma cà rồng - có nhiệm vụ theo dõi và tiêu diệt Công tước ma cà rồng - đối thủ lớn nhất trong đời anh. Trong một lần không may, cộng sự của Reeve là Lila (Hà Siêu Nghi) bị một nhóm ma cà rồng giết chết. Sau đó, anh quyết định đào tạo em gái của Lila là Gypsy (Chung Hân Đồng) trở thành một thợ săn ma cà rồng chuyên nghiệp nhằm trả thù cho chị gái và tiêu diệt tên Công tước Dekotes. Tuy nhiên, em gái của Reeve là Helen (Thái Trác Nghiên) lại thường hay đối đầu với Gypsy.
Trong lúc đó, Kazaf tình cờ gặp Helen và đã phải lòng cô. Vì vậy, anh quyết định sẽ sống một cuộc sống như người bình thường. Tuy nhiên, nơi ở của anh đã bị Công tước Dekotes lần ra. Để bảo vệ anh, Helen đã đưa anh về nhà mình, nhưng không may lại bị Gypsy phát hiện. Khi Reeve bị rơi vào bẫy của bọn ma cà rồng, Helen và Gypsy buộc phải hợp tác với nhau nhằm giải cứu Reeve và tiêu diệt Công tước Dekotes.

## Diễn viên
- Trịnh Y Kiện vai Reeve
- Thái Trác Nghiên vai Helen
- Chung Hân Đồng vai Gypsy
- Trần Quán Hy vai Kazaf
- Huỳnh Thu Sinh vai Prada
- Tưởng Nhã Văn vai Momoko
- Hà Siêu Nghi vai Lila
- Lưu Tư Huệ vai Maggie
- Thành Long vai Jackie Fong
- Mạc Văn Úy vai Ivy
- Đỗ Vấn Trạch vai Ken
- Mickey Hardt vai Công tước ma cà rồng Dekotes
- Trâu Khải Quang vai Tư Nghi
- Trương Đạt Minh vai phù rể
- Lâm Thượng Nghĩa vai cha của Jackie
- Ricardo Mamood vai Ethan
- Winnie Leung vai Deborah
- Matt Chow vai Matt
- Mark Strange vai Ma cà rồng Smashing
- Bey Logan vai Ma cà rồng John
- Don Ferguson vai Ma cà rồng trên tàu
- Digger Mesch vai Ma cà rồng Thomas
- Marky Lee Campbell vai Ma cà rồng Boz
- Philip Chen vai Ma cà rồng Lebrow
- Daniel Whyte vai Ma cà rồng Ice
- Simon Robida vai Ma cà rồng Zoolander
- Daniel O'Neill vai Ma cà rồng Dan
- Robert Meister vai Ma cà rồng Elron
- Michael Clements vai Ma cà rồng Nobals
- Ngũ Doãn Long vai Ma cà rồng trên xe cứu thương
- Matthew Sturgess vai Ma cà rồng Food
- Trịnh Hy Di vai khách dự tiệc cưới